# Hydraulis

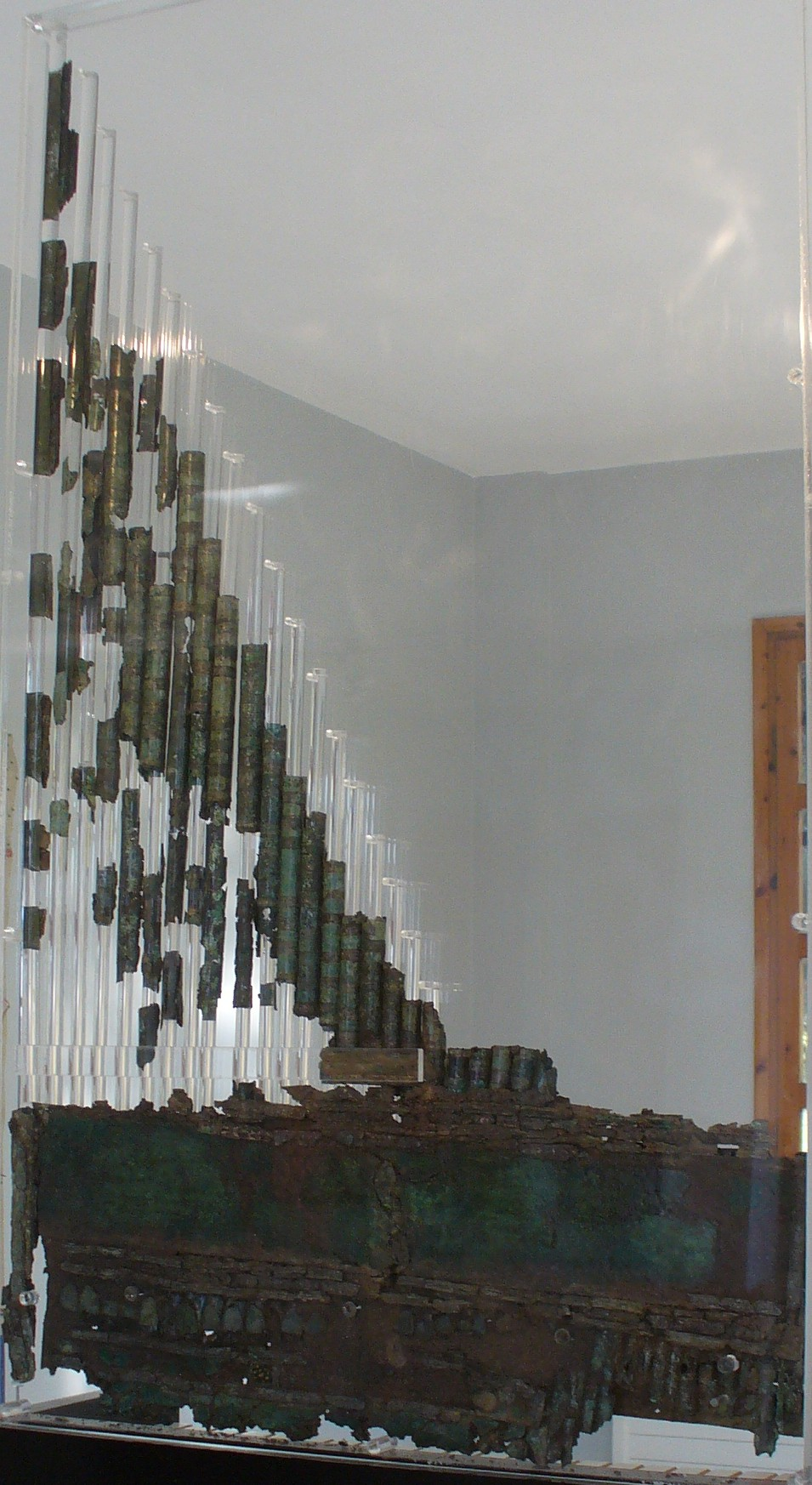
Rekonstruktion der Wasserorgel von Dion, 1. Jahrhundert v. Chr.

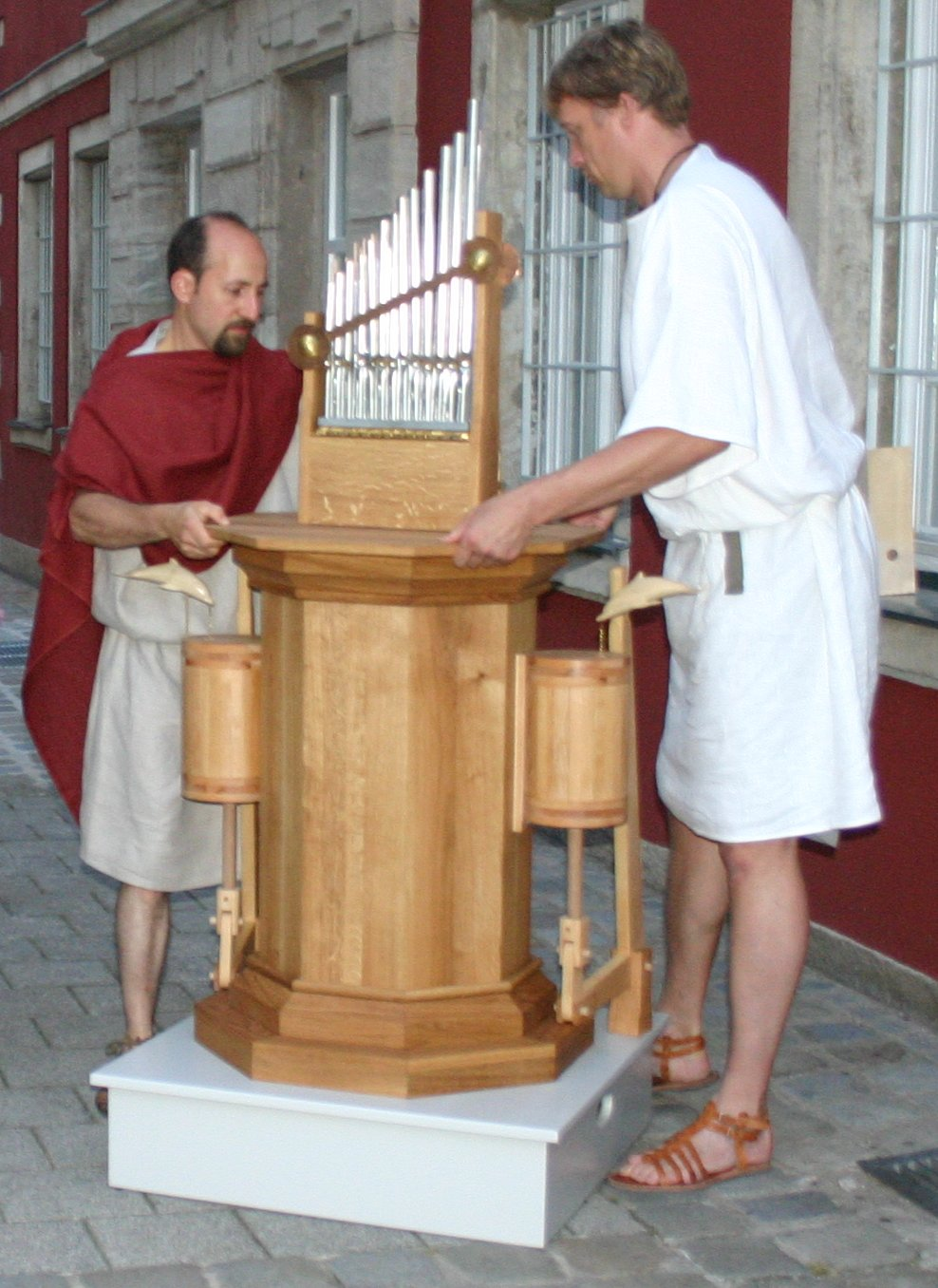
Rekonstruktion einer römischen Orgel

Die Hydraulis (auch Hydraulos oder Wasserorgel, „Wasser-Aulos“) ist ein orgelartiges Tasteninstrument, das im Römischen Reich verbreitet war und bei der ein gleichmäßiger Luftdruck durch Wasser aufrechterhalten wird. Die Orgeln besaßen meist mehrere Pfeifenreihen, die einzeln registrierbar waren.

## Geschichte

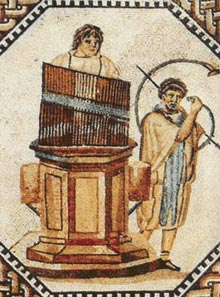
Antike Wasserorgel, Mosaik in der römischen Villa in Nennig an der Saar nach den hydropneumatischen Prinzip. Vorläufer des Hydrospeichers.

Diese Wasserorgeln waren im Römischen Reich verbreitet. Der griechische Erfinder Ktesibios soll sie im 3. Jahrhundert v. Chr. in Alexandria entwickelt haben.
Erwähnt wurden sie beim römischen Autor Vitruv im 1. Jahrhundert v. Chr., bei Heron von Alexandria im 1. Jahrhundert n. Chr. sowie bei Iulius Pollux im 2. Jahrhundert. In einigen Mosaiken und anderen Abbildungen sind Darstellungen von Orgeln und ihren Spielern erhalten. Die Instrumente wurden von vornehmen Bürgern zur Hausmusik verwendet, sie waren bei Gladiatorenkämpfen und in Theatern verbreitet.
Die ältesten erhaltenen Teile einer römischen Orgel fanden sich aus dem 1. Jahrhundert v. Chr. in Dion in Griechenland (Wasserorgel von Dion), weitere in Aventicum (Avenches) in der Schweiz aus dem 1. Jahrhundert n. Chr. Die Orgel von Aquincum aus dem 3. Jahrhundert, gefunden im heutigen Budapest, ist das besterhaltene Exemplar. Von ihr wurden auch mehrere Rekonstruktionen angefertigt.
In der Zeit der Renaissance wurden in Anlehnung an die antike Hydraulis wassergetriebene Orgelautomaten gebaut, zum Beispiel in der Villa d’Este in Tivoli.

## Wortherkunft und Funktionsweise

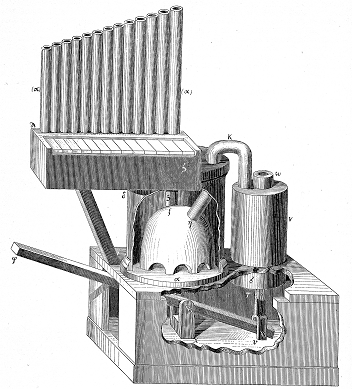
Wasserorgel nach der Beschreibung des Heron von Alexandria

Neben Labialpfeifen könnten möglicherweise auch Lingualpfeifen mit Aufschlag- oder Gegenschlagzungen zum Einsatz gekommen sein. Für Pfeifen mit Rohrblättern spricht die Wortherkunft von hydraulis (ὕδραυλις, fem.) oder hydraulos aus altgriechisch húdōr (ὕδωρ), „Wasser“ und aulos (αὐλός), worunter in der Antike meist ein gedoppeltes Rohrblattinstrument mit Einfach- oder Doppelrohrblatt verstanden wurde. In Frage gestellt wird das Argument wegen der allgemeinen Bedeutung von aulos, „Röhre“, weshalb jedes Blasinstrument als aulos bezeichnet werden konnte. Alternativ lässt sich -aulos auf aulē, „Kammer“, mit Bezug auf den Wasserbehälter zurückführen. Ferner deuten die stets schlank abgebildeten Pfeifen nicht auf Rohrblätter hin. Neben hydraulos ist die Kurzform hydras (ὕδρας, masc.) belegt.
Bei der Hydraulis wird ein unten offener Behälter (Pnigeus) in ein Wassergefäß getaucht. Durch Pumpen wird Luft in den Behälter gedrückt, wodurch das Wasser aus dem Behälter verdrängt wird. Der Wasserdruck hält den Luftdruck im Behälter weitgehend konstant, obwohl die Pumpen keinen gleichmäßigen Luftstrom erzeugen. Bei späteren Orgeln dient das Windwerk diesem Zweck ohne Wasser.
Das gleiche technische Prinzip wie bei der Hydraulis findet man auch bei Nassgasbehältern.